# Bernard Simeone
Pour les articles homonymes, voir Simeone.
Bernard Simeone (né le 9 janvier 1957 à Lyon et mort le 13 juillet 2001 à Caluire-et-Cuire) est un écrivain et poète français, réputé grand traducteur de littérature italienne. Cofondateur, avec Philippe Renard, de la collection « Terra d'Altri » aux éditions Verdier, il fut aussi critique littéraire.

## Biographie
Après des études de médecine dans sa ville natale et d’histoire de l’art à Paris, Bernard Simeone se consacre entièrement à l’écriture, à la traduction et à la critique littéraire depuis 1983.
En 1987, il a créé avec Philippe Renard la collection de littérature italienne « Terra d’altri » des éditions Verdier. Parallèlement à son œuvre personnelle, qui comprend des recueils poétiques, des nouvelles, des récits et des textes critiques, il a traduit une cinquantaine d’ouvrages italiens de prose et de poésie.
Critique à La Quinzaine littéraire et à L’Indice (Turin), il a collaboré à de nombreuses revues en France et à l’étranger.
Il a été traduit en italien, roumain, bulgare, anglais, espagnol et danois.

### L'écrivain
« Il n'est pas rare, dans l’œuvre de Bernard Simeone, que les poèmes les plus parlants évoquent ainsi des œuvres ou des figures d'autres poètes, et sans qu'on se dise pour autant "voilà décidément un peu trop de littérature"... Pourquoi ne se dit-on pas cela ? C'est que les livres, tels qu'il les a lus, pour certains commentés, avec quelle attention, pour d'autres, traduits, avec quelle empathie, n'ont jamais été pour lui seulement des mots. »

— Philippe Jaccottet, Pour Bernard Simeone : au terme des mots, ENS éditions, 2003, p. 12.

### Le traducteur
« Transmettre suppose fidélité, devoir. Deux mots qui contraignent. Si fidélité il y a dans l'écriture, c'est envers une polysémie essentielle, une ambiguïté. Si devoir il y a, c'est d’œuvrer à la communauté par la voie paradoxale de la solitude, aux frontières périlleuses de l'hermétisme et de l'extrême délégation (donnant à lire je m'en remets au monde, à son possible accueil de ce qui fut écrit en lui mais aussi malgré sinon contre lui, puisque l'écriture, qui compte approfondir une présence au monde, donne provisoirement - et quel que soit l'orgueil d'une telle position - congé à ce dernier). »

— Bernard Simeone, « Transmettre, écrire, communiquer », sur le site Remue.net (lire en ligne).
Bernard Simeone a fait publier les traductions françaises de nombreux poètes, romanciers et prosateurs italiens contemporains (une quarantaine de volumes). Il a reçu, pour l’ensemble de ses traductions, le prix de la Culture du gouvernement italien en 1988 et le prix international de poésie Eugenio Montale en 1989.
Il a traduit des textes de Mario Luzi, Giorgio Caproni, Franco Fortini, Vittorio Sereni, Francesco Biamonti, Sandro Penna, Alfonso Gatto, Anna Maria Ortese, Umberto Saba, Silvio D'Arzo (it), Franco Buffoni (it), Luciano Erba, Cesare Viviani (it), Luca Doninelli (it)Luca Doninelli (it), Gianni D'Elia (it), Giovanni Raboni…
- Croix et délice et autres poèmes de Sandro Penna, traductions de Bernard Simeone, Ypsilon éditeur, 2018

## Œuvres
- Figures du silence, roman, Jean Honoré, 1983. Bernard Simeone a obtenu le Prix de la ville de Lyon en 1983 pour cet ouvrage
- Courir à nouveau, récit, Curandera, 1983. Lauréat du Prix des Bonnes Feuilles en 1983.
- Eaux-fortes, nouvelles, Flammarion, 1985
- Éprouvante claire, Éditions Verdier, 1988
- Une inquiétude, Éditions Verdier, 1991
- Mesure du pire, Éditions Verdier, 1993
- Acqua fondata, Éditions Verdier, 1997
- Lecteur de frontière : chroniques italiennes 1988-1997, Paroles d’Aube, 1998
- Cavatine, Éditions Verdier, 2000. Bernard Simeone a obtenu le Prix du Livre du Département du Rhône "Catégorie Belles Lettres et Récits" pour cet ouvrage (Lauréat 2000)
- Le Spectre de Machiavel : chroniques italiennes 1997-2000, La Passe du vent, 2002.
- Écrire, traduire, en métamorphose: textes inédits, Éditions Verdier, 2014
- Cavatine, Éditions Verdier (version poche), 2014

## L’association des amis de Bernard Simeone
Une association en hommage à Bernard Simeone a été créée en octobre 2011 à Lyon.

## Livres hommage
- Pour Bernard Simeone : au terme des mots, ENS éditions, 2003
- Antonino Velez, Bernard Simeone, traducteur de Luzi, Caproni et Sereni en France, Herbita editrice, Palermo, 2011

## Anthologies, livres et revues
- Une constellation, tout près, choix de poètes d'expression française du XXe siècle, Éditions La Dogana, 2002, sélectionnés par Philippe Jaccottet
- Gilbert Vaudey, Le Goût de Lyon, Éditions Mercure de France, 2004
- D'autres astres, plus loin, épars, « Poètes européens du XXe siècle », La Dogana, Genève, 2005, choisis par Philippe Jaccottet
- Europe, revue littéraire mensuelle, juin-juillet 2007, p. 265 à 290. Témoignages de Philippe Jaccottet, Valerio Magrelli, Sophie Guermès, Jean-Baptiste Para, Franco Buffoni et Antonino Velez
- Gilbert Vaudey, Le Nom de Lyon, Christian Bourgois éditeur, 2013
- Gilbert Vaudey, Hippocampe, no 12, été 2015 "sur Cavatine"
- Patrice Béghain, Poètes à Lyon au 20e siècle, Anthologie et notes biographiques, Editions La Passe du Vent, 2017